# Antepipona hova
Antepipona hova är en stekelart som först beskrevs av Henri Saussure 1900.  Antepipona hova ingår i släktet Antepipona och familjen Eumenidae. Inga underarter finns listade i Catalogue of Life.